# Rádióamatőr szolgálatok

## Amatőrszolgálat
Olyan rádió-távközlési szolgálat, amelynek célja az önképzés, az információcsere, a műszaki kutatás, és amelyet erre szabályszerűen felhatalmazott amatőrök végeznek, akik a rádiótechnikával csak személyes érdeklődésből és anyagi érdek nélkül foglalkoznak.

## Műholdas amatőrszolgálat
Olyan rádió-távközlési szolgálat, amely a Föld műholdjain elhelyezett rádióállomásokat használja fel ugyanarra a célra, mint az amatőrszolgálat.

## Miért jó arádióamatőr-szolgálat a nemzetnek?
- az elektronika területén ingyen hoz létre nemzeti erőforrást
- újat alkot, bemutatja a rádióhoz kapcsolódó elektronika és számítástechnika legújabb eredményeit
- elősegíti a jelek terjedési módjának feltárását és azon műszaki ismeretek fejlesztését, amelyek a rádiófrekvenciás spektrum jobb felhasználásához vezetnek.
- hírközlés vészhelyzetben: az amatőr rádiózás gyorsan válaszol a hírközlési segélyhívásokra, amikor a megszokott hírközlési csatornák egy katasztrófa miatt elvesznek.
- népi diplomácia: az egyetlen szolgálat, amely a Föld népei között rendszeres, közvetlen, személytől-személyhez szóló nemzetközi kapcsolatot biztosít. Az amatőr rádiózás nem ismer politikai, földrajzi, etnikai, vallási, kulturális gazdasági vagy más határokat, ezért az emberek életében egyedülálló hidat létesít.
- országimázs: a rádióamatőrök a hazájukat képviselik a rádióhullámokon. Amikor összeköttetésekben forgalmaznak, hazájuk pozitív képét közvetítik viselkedésükkel, stílusukkal, kezdeményezőkészségükkel és nyitottságukkal a világ többi része felé.
- tanulási lehetőséget biztosít mindenki számára, beleértve a fiatalt, öreget és a fizikai sérülteket is.
- fegyelmezett, önmagát fegyelmező szolgálat.